# Tăng Cẩm Khiêm
Tăng Cẩm Khiêm là một lãnh đạo quân sự của Thái Bình Thiên Quốc, một nhà nước chống lại nhà Thanh trong lịch sử Trung Quốc,ông nắm giữ tước vị Vệ Thiên hầu của Thái Bình Thiên Quốc.Ông có một người cháu gái là Tăng Vãn Muội cũng phục vụ Thái Bình Thiên Quốc, ông còn có con trai là Tăng Thiên Dưỡng cũng đã hi sinh trong một trận chiến giải vây cho quân Thái Bình khi giao chiến với quân Thanh. Sau đó do đau lòng vì con trai đã chết ông đã mang quan tài, vận tang phục ra trận và tử chiến với Tăng Quốc Phiên.